# Нино Пекарић
Нино Пекарић (Обреновац, 16. августа 1982) бивши је српски фудбалер.
Био је члан младе репрезентације Савезне Републике Југославије.
Као члан новосадске Војводине, Пекарић је освојио трофеј у Купу Србије за сезону 2013/14.

## Трофеји и награде
Војводина
- Куп Србије: 2013/14.[5]